# Grup d'Accio Valencianista
Pour les articles homonymes, voir GAV.

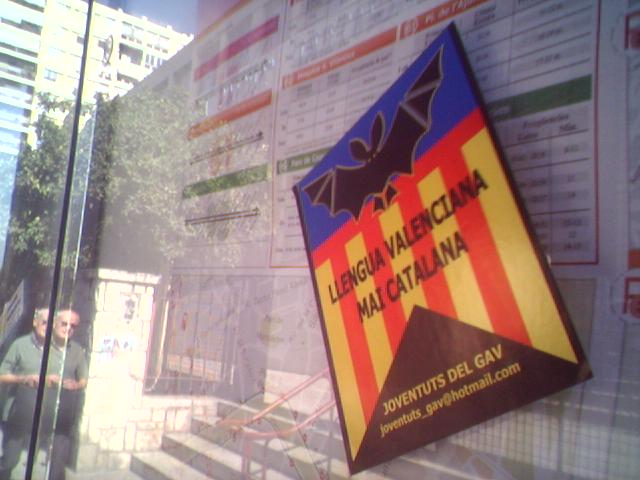
Autocollant des jeunesses du GAV (JJGAV) prônant le rejet de l'unité du catalan et du valencien (slogan : « Llengua valenciana, mai catalana », « langue valencienne, jamais catalane »).

Le Grup d'Accio Valencianista (en valencien non normatif ; plus rarement en espagnol : Grupo de Acción Valencianista ; littéralement « Groupe d’action valencianiste » ; abrégé en GAV), est un groupe blavériste fondé en 1978. Il est considéré comme une organisation d’extrême droite, et connu pour avoir commis de multiples actes violents ou anti-démocratiques, qui ont parfois été qualifiés de terrorisme.

## Présentation
« Forces de choc » du blavérisme, le GAV se caractérise par un anticatalanisme radical et rejette en particulier l'unité du catalan et du valencien.
En mars 2024, le GAV se définit comme « une des plus anciennes associations valencianistes » et définit ses objectifs comme « la défense de la personnalité et de l'identité valenciennes, ainsi que de nos intérêts comme peuple et nationalité historique ».
Au cours de la transition démocratique espagnole, le GAV a été l'un des protagonistes de la dite bataille de Valence dans le milieu blavériste. Depuis, le GAV reste un acteur récurrent des protestations anticatalanistes dans la Communauté valencienne.
D'après le juriste Lluís Aguiló, le GAV mérite d'être considéré comme une figure importante de « l'histoire la plus noire et obscure des Valenciens ». D'une composition très hétérogène, il a regroupé selon l'historien Alfons Cucó des fascistes stricts, des traditionalistes intégristes, mais également des personnalités politiques (députés ou conseillers municipaux) de l'UCD, parti théoriquement de centre droit.
Selon l'hispaniste français Franck Martin, spécialiste du valencien, le GAV est l'instigateur d'attaques à diverses manifestations culturelles « rendant compte d’une minutieuse organisation ». Il ajoute :

« Partageant l’idéologie d’autres structures comme « España 2000 » — parti d’extrême droite faisant de la lutte contre l’immigration sa priorité et défendant l’unité de l’Espagne face à tout nationalisme périphérique —, ses responsables ont créé une section pour les plus jeunes appelée Joventuts del Grup d’Accio Valencianista. Pour tenter de s’affranchir de toute autorité catalane, fût-elle linguistique, cette section s’illustre par une aversion profonde pour tout marqueur identitaire catalan, une authentique catalanophobie qui gangrène la société valencienne et que l’on retrouve sur divers supports présents sur le web. »

Reconnu proche des milieux d'extrême droite, de la Phalange espagnole et du carlisme, il est fréquemment qualifié de fasciste ou néofasciste par ses analystes ou détracteurs,,.
Le Mouvement contre l'intolérance (Movimiento contre la intolerancia) l'accuse de promouvoir des « messages discriminatoires, qui encouragent la haine et l'intolérance » ; dans l'un de ses rapports, il dénonce 5 exactions portant la signature « GAV » survenues en 2008 et qualifie ses activités de « terrorisme d'extrême droite ».
Il est en partie à l'origine d'Union valencienne, parti hégémonique des débuts du blavérisme fondé en 1982. Parmi ses membres les plus remarquables on peut citer Juan García Sentandreu, actuel président de Coalición Valenciana. Le GAV se trouve également à l'origine du groupe de supporters ultras du Valence FC, Ultras Yomus.

## Actions

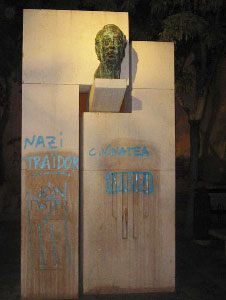
Graffitis (représentant le drapeau de la Communauté valencienne avec une croix gammée et les inscriptions « Nazis» et « traître », signé « C. Vinatea », c'est-à-dire Colectiu (sic) Vinatea, l'un des prête-noms du GAV,) sur le monument à Joan Fuster dans la ville de Sueca d'où il était originaire et où il vécut toute sa vie.

De nombreux troubles et actions violentes (intimidations, dégradations, insultes, jets de pierres, agressions…) ont été attribués à des membres ou à des proches de l'organisation tout au long de son existence, parfois dans le cadre de manifestations auxquelles elle participait,,,,,,,,,,,,,,,,,,,,,,,,,,,. Le 23 juillet 2006, 3 membres des jeunesses du GAV sont condamnés à 15 mois de prison, une amende et une privation des droits civiques pour avoir cambriolé et dégradé un bâtiment du centre de Valence appartenant à Acció Cultural del País Valencià. Dans le numéro d'octobre 2002 de sa revue Som (« Nous sommes »), en commémoration des 25 ans de la fondation du groupe, le GAV publie un article intitulé 25 anys, 25 accions (« 25 ans, 25 actions »), dans lequel il revendique notamment l'attentat contre Manuel Sanchis Guarner survenu en novembre 1978. Pour sa part, l'association, qui n'a jamais écopé de condamnation judiciaire,, nie toute implication dans un quelconque acte violent depuis sa création et soutient que ses membres impliqués dans ces affaires ont agi de leur propre initiative, certains ayant été exclus a posteriori.
Certaines de leurs actions et menaces contre des centres éducatifs et militants, associations ou partis politiques, ont été réalisées de façon couverte sous des noms tels que Maulets 1707 ou Colectiu Vinatea (sic),.

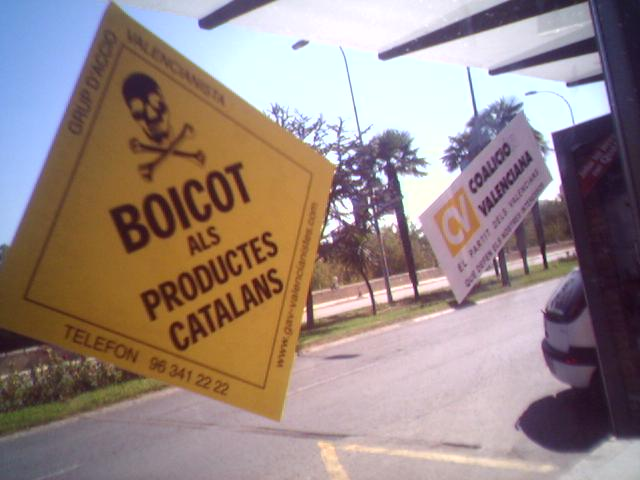
Autocollant du GAV, appelant au boycott des produits catalans.
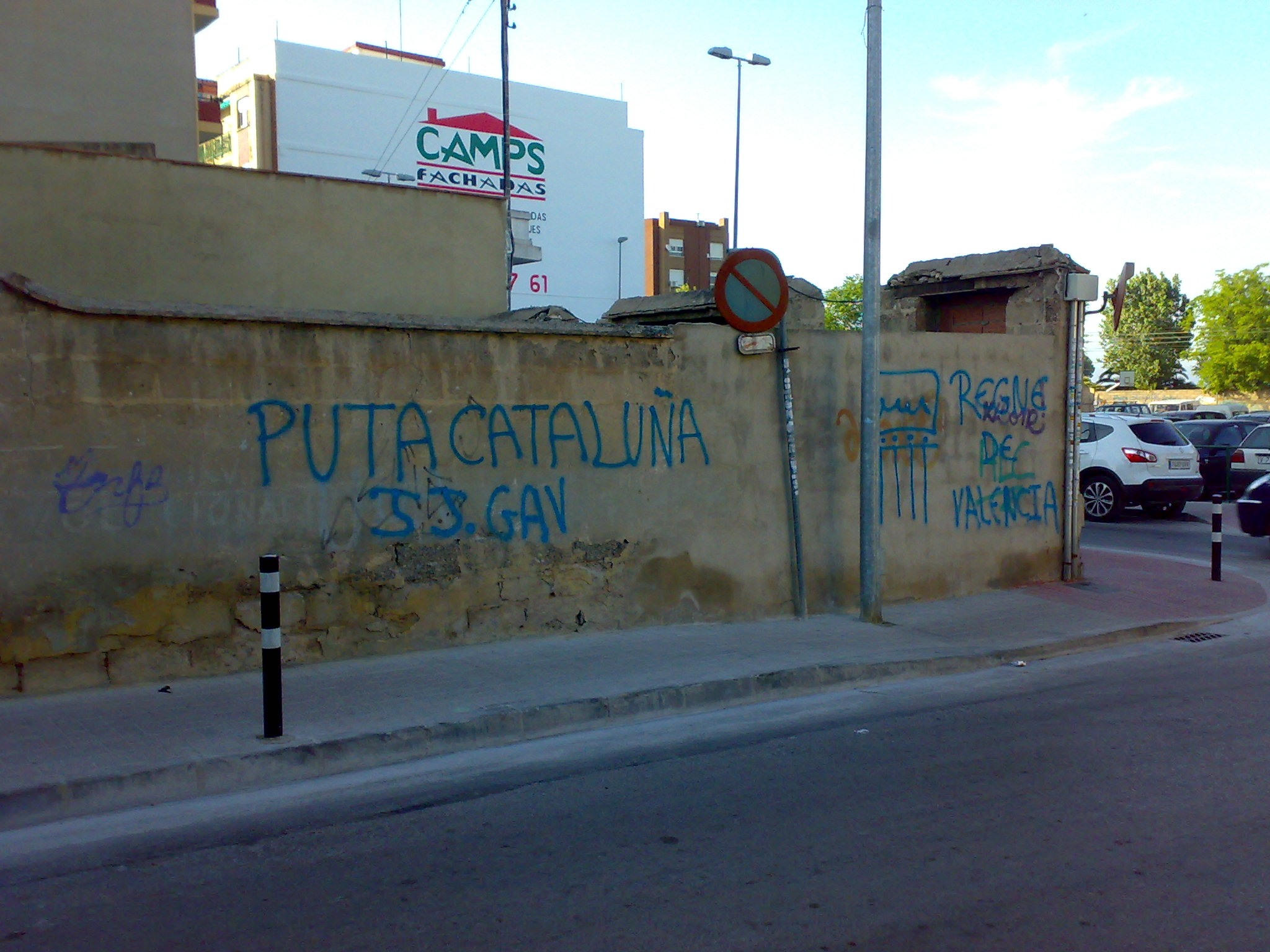
Graffiti « Puta Cataluña - Regne de Valencia » portant la signature des JJGAV à Burjassot (Horta Nord).

## Liste des présidents
- Rafael Orellano (1976-1977)

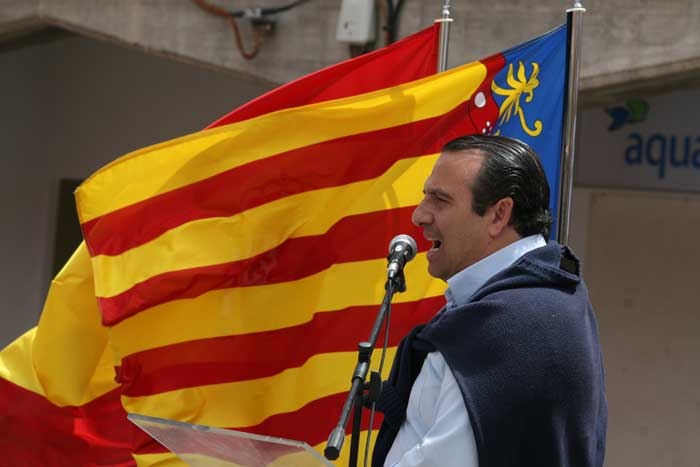
Juan García Sentandreu, cinquième président.

- Pasqual Martín Villalba (1977-1984)
- Chimo Romero (1984-1989)
- Pere Aguilar (1989-1994)
- Juan García Sentandreu (1994-2001)
- Manolo Latorre Castillo (2001-...)